# Rosa Guy
Rosa Cuthbert Guy ( IPA: /ˈɡiː/ ) (1 de setembro de 1922 – 3 de junho de 2012) foi uma escritora americana nascida em Trinidad que cresceu na área metropolitana de Nova York . Sua família havia imigrado e ela ficou órfã quando jovem. Criada em lares adotivos, ela mais tarde foi aclamada por seus livros de ficção para adultos e jovens que enfatizavam relacionamentos de apoio.
Guy viveu e trabalhou na cidade de Nova York, onde ela estava entre os fundadores do Harlem Writers Guild em 1950. Foi altamente influente em encorajar escritores afro-americanos a obter publicações e teve uma alta taxa de sucesso. Guy morreu de câncer em 3 de junho de 2012.

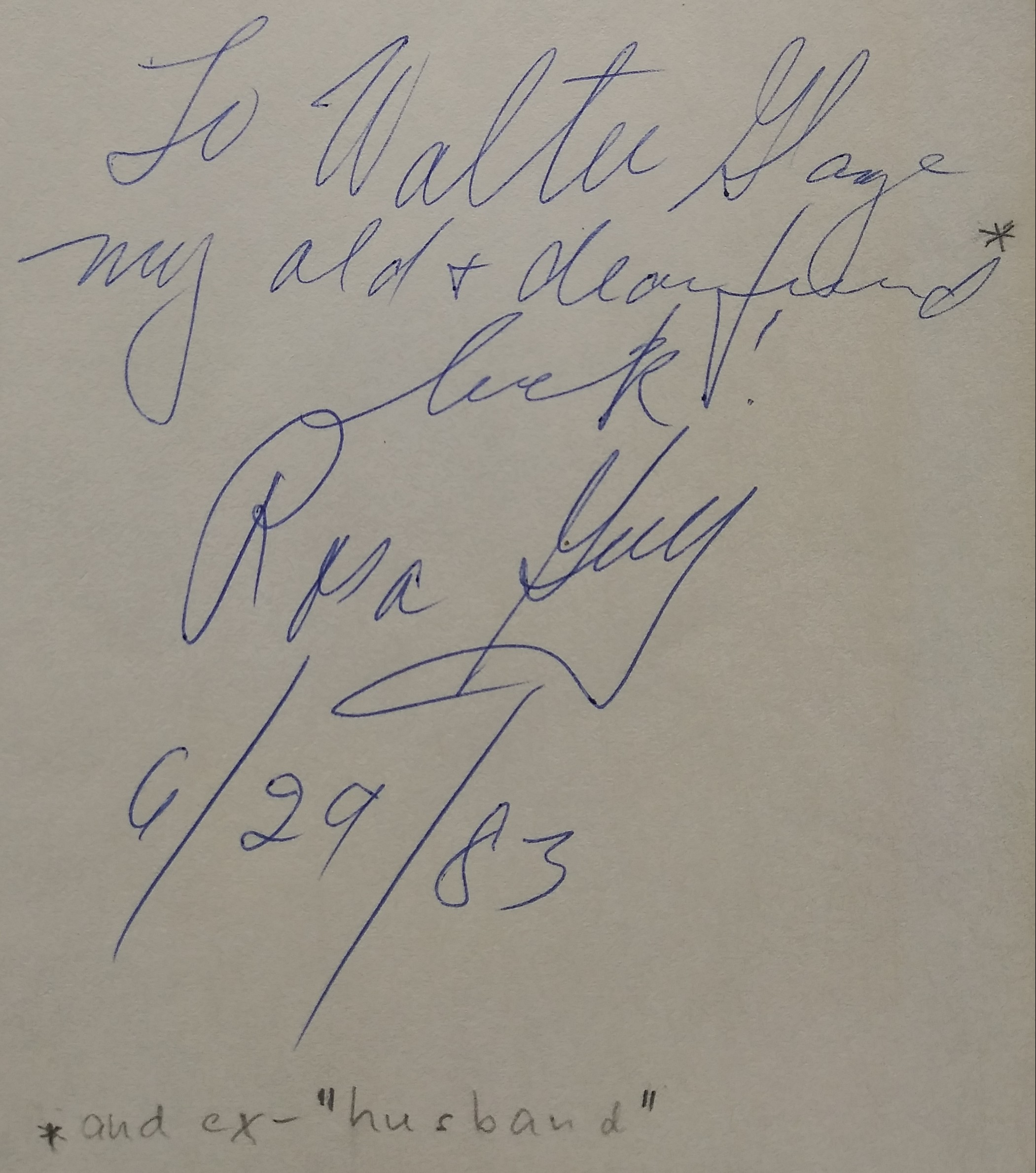
Inscrição de Rosa Guy na folha de rosto de uma cópia de seu romance A Measure of Time : "Para Walter Gaye, meu velho e querido amigo, boa sorte! Rosa Guy 29/06/83" (com uma nota de rodapé a lápis em uma caligrafia diferente: "e ex-'marido'")

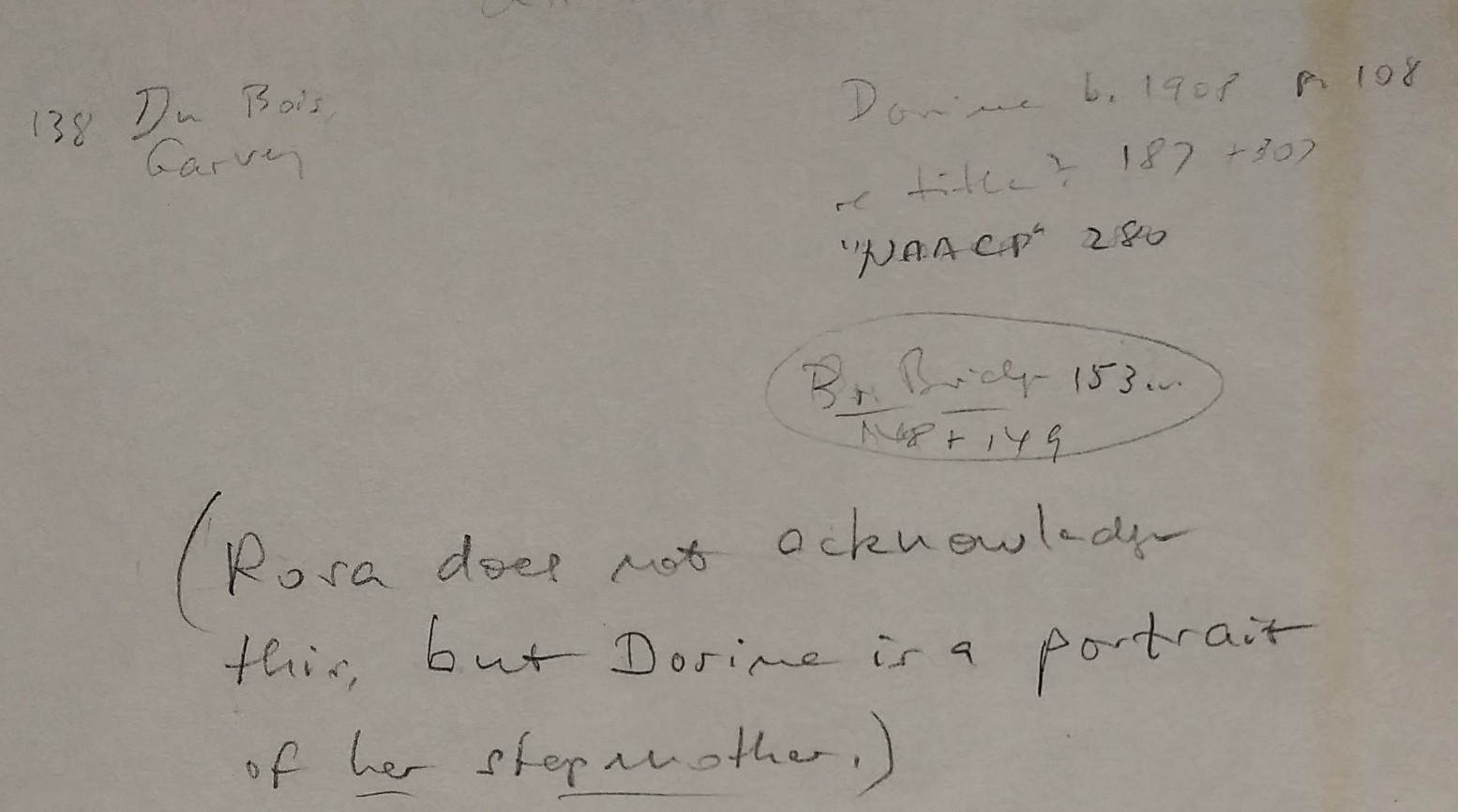
Nota a lápis (na mesma cópia de A Measure of Time como a inscrição acima): "Rosa não reconhece isso, mas Dorine é um retrato de sua madrasta "

## Primeiros anos
Rosa Cuthbert nasceu em 1922 em Diego Martin, na ilha caribenha de Trinidad. Ela e sua irmã mais nova, Ameze, ficaram com parentes quando seus pais, Audrey e Henry Cuthbert, emigraram em 1927 para os Estados Unidos. As crianças não se juntaram aos pais no Harlem, em Nova York, até 1932. No ano seguinte, a mãe adoeceu e Rosa e a irmã foram enviadas para o Brooklyn para morar com uma prima. A adesão do primo ao garveyismo e à política nacionalista negra afetou profundamente Rosa. Após a morte da mãe em 1934, as duas meninas voltaram ao Harlem para morar com o pai, que se casou novamente.
Quando seu pai morreu em 1937, as meninas órfãs foram levadas para o sistema de assistência social e viveram em lares adotivos. Rosa deixou a escola aos 14 anos e conseguiu um emprego em uma confecções para sustentar a si mesma e a sua irmã.

## Carreira
Em 1941, aos 19 anos, Rosa conheceu e se casou com Warner Guy. Enquanto seu marido servia na Segunda Guerra Mundial, ela continuou trabalhando na fábrica. Um colega de trabalho a apresentou ao American Negro Theatre, onde ela estudou atuação; outros graduados incluíram Harry Belafonte e Sidney Poitier. Em 1942, nasceu seu filho Warner Guy, Jr.
Após a guerra, Rosa Guy mudou-se para Connecticut com o marido e o filho. Cinco anos depois, ela e o marido se divorciaram e ela voltou para a cidade de Nova York.

### Comunidade de escritores
Em 1950, junto com o romancista John Oliver Killens, Guy formou uma oficina que se tornaria o Harlem Writers Guild (HWG). Seu objetivo era “desenvolver e auxiliar na publicação de obras de escritores da diáspora africana”. Seus membros e participantes incluíam Willard Moore, Walter Christmas, Maya Angelou, Dr. John Henrik Clarke, Paule Marshall, Audre Lorde, Alice Childress, Ossie Davis, Ruby Dee e Douglas Turner Ward. O Guild foi muito influente, alimentando mais da metade de todos os escritores afro-americanos de sucesso entre 1950 e 1971; eles estavam associados ao workshop. Guy também pertencia ao On Guard for Freedom, uma organização literária nacionalista negra fundada por Calvin Hicks no Lower East Side da cidade de Nova York. Outros membros incluíam LeRoi Jones, Sarah E. Wright e Harold Cruse. On Guard era ativo no campo político, apoiando o líder da libertação congolesa Patrice Lumumba e protestando contra a invasão da Baía dos Porcos patrocinada pelos Estados Unidos em Cuba.
Em 1954, Guy escreveu e atuou em sua primeira peça, Venetian Blinds, que foi produzida com sucesso Off-Broadway no Tropical Theatre.

### Publicações
Duas histórias de Guy, "Magnify" e "Carnival", apareceram no jornal Trinidad Nation em 1965. No ano seguinte, foi publicado seu primeiro romance, Bird at My Window. Maya Angelou comentou sobre este romance e disse:
Este livro foi bem recebido quando foi publicado pela primeira vez em 1966. Seu corajoso exame de um relacionamento amoroso, mas doloroso, entre uma mãe negra e seu filho é ainda mais importante hoje. Rosa Guy é uma ótima escritora e continuamente nos dá novas questões para contemplar. Bem-vindo pássaro na minha janela.
Após o assassinato de Martin Luther King em 1968, Guy começou a gravar as vozes de jovens negros americanos em um documentário de 1970 intitulado Children of Longing, que contém relatos em primeira mão das experiências e aspirações de jovens "crescendo em uma mundo hostil". Ela viajou pelo Caribe, morando por um tempo no Haiti e em Trinidad.
A maioria dos livros de Guy é sobre a confiabilidade de familiares e amigos que se preocupam e se amam, e sua trilogia de romances para jovens - The Friends (1973), Ruby (1976) e Edith Jackson (1978) - é baseada em suas próprias experiências pessoais, bem como as de muitos jovens afro-americanos que cresceram na cidade de Nova York com pouco ou nenhum dinheiro ou apoio da família. Ruby conta a história de uma jovem em busca de amor e amizade, que encontra em Daphne Duprey, permitindo a ambas uma nova visão de relacionamentos e amor.
O romance de Guy de 1985, My Love, My Love: Or, The Peasant Girl, foi descrito como uma recontagem caribenha de "A Pequena Sereia" de Hans Christian Andersen com uma pitada de Romeu e Julieta de Shakespeare. No conto, Desiree é uma bela camponesa que se apaixona por um belo rapaz de classe alta que ela salvou em um acidente. Sua família não aprova Desiree, pois ela é muito negra e muito pobre para o filho que será rei. Conceitos de sacrifício e amor puro reinam ao longo do romance. Foi adaptado para o musical da Broadway, Once on This Island, de Lynn Ahrens e Stephen Flaherty. O elenco original do show durou um ano, de 1990 a 1991, e foi revivido em dezembro de 2017 no Circle in the Square Theatre. Ganhou o Prêmio Tony de 2018 de Melhor Revivificação de um Musical.

### Morte
Rosa Guy morreu de câncer em 2012 em sua casa no Upper West Side de Manhattan, aos 89 anos. Seu obituário foi incluído em The Socialite who Killed a Nazi with Her Bare Hands: And 144 Other Fascinating People who Died this Year, uma coleção de obituários do New York Times publicada em 2012.

## Prêmios
O trabalho de Rosa Guy recebeu a citação de Melhor Livro do Ano do The New York Times (por The Friends, em 1973), o Prêmio Coretta Scott King e o Prêmio de Melhor Livro para Jovens Adultos da American Library Association.

## Obras
- Bird at My Window (Londres: Souvenir Press, 1966; Allison &amp; Busby, 1985; Virago, 1989; Coffee House Press, 2001)
- Children of Longing (ensaios, introdução de Julius Lester ; Nova York: Holt, Rinehart, 1970)
- The Friends (Nova York: Holt, Rinehart &amp; Winston, 1973; Macmillan Educational, 1982; Nova York: Bantam Books, 1983; Perfection Learning, 1995; Bantam Doubleday Dell Books for Young Readers, 1996; Heinemann, 1996; Glencoe McGraw-Hill, 2001)
- Ruby (Nova York: Viking Press, 1976; Londres: Gollancz, 1981; Puffin Books, 1989)
- Edith Jackson (Nova York: Viking Juvenile, 1978; Londres: Gollancz, 1978; Longman, 1989; Puffin, 1995)
- O desaparecimento (Nova York: Delacorte, 1979; Puffin, 1985)
- Mirror of Her Own (Nova York: Delacorte, 1981)
- Mother Crocodile: An Uncle Amadou Tale from Senegal (ilustrado por John Steptoe - Coretta Scott King Award ; Nova York: Delacorte, 1981; Doubleday, 1993). Uma tradução de Maman-Caïman de Birago Diop (1961) [13]
- A Measure of Time (Nova York: Henry Holt, 1983; Londres: Virago, 1983)
- New Guys Around the Block (Nova York: Delacorte, 1983; Londres: Gollancz, 1983; Laurel Leaf, 1992: Puffin, 1995)
- Paris, Pee Wee and Big Dog (Londres: Gollancz, 1984; Nova York: Delacorte, 1985; Puffin, 1986; Nelson Thornes Ltd, 1988)
- My Love, My Love, or the Peasant Girl[14] (Nova York: Holt, Rinehart & Winston, 1985; Londres: Virago, 2000; Coffee House Press, 2002)
- And I Heard a Bird Sing (Nova York: Delacorte, 1987; Londres: Gollancz, 1987; Puffin, 1994)
- Os altos e baixos de Carl Davis III (Delacorte, 1989; Gollancz, 1989; Collins Educational, 1994)
- Billy the Great Child (Londres: Gollancz, 1991; Nova York: Delacorte, 1992)
- The Music of Summer (Nova York: Delacorte, 1992)
- The Sun, the Sea, A Touch of the Wind (Nova York: EP Dutton, 1995)